# Pellice
El río Pellice (en occitano y en piamontés Pèlis) es un gran torrente de la provincia de Turín, primer afluente en la margen izquierda del río Po.
El Pellice transcurre a lo largo de 60 km. íntegramente dentro de la provincia de Turín. 

## Curso
El Pellice nace en los Alpes Occidentales, concretamente en la parte oeste de Monte Granero, del que inicialmente baja abruptamente hacia el norte y luego hace una amplia curva hacia el este, donde alcanza la ciudad de Bobbio Pellice.  Antes de llegar a Bobbio recoge el agua de varios arroyos y valles. Inmediatamente después de Bobbio recibe el agua del torrente Ghiacciard, también preveniente del Monte Granero, pero desde el lado oriental, formando así el valle Val Pellice.
A lo largo de su transcurso recibe el agua de varios torrentes, incluyendo el torrente Angrogna (que da nombre a la ciudad de Angrogna) y el torrente Chiamogna, que forma el valle Val Domenica (en el municipio de Bricherasio).
Prosigue su camino abandonando las montañas y entrando en la llanura a medio camino entre las localidades de Bibiana y Bricherasio.  Después de poco más de 12 kilómetros, entre las localidades de Cavour y Vigone, recibe las aguas del río Chisone, duplicándose el caudal medio del río Pellice.
A continuación se inunda la llanura repartiéndose el río en varios ramales hasta desembocar en el Po por su margen izquierda, en terrenos del municipio de Villafranca Piemonte.  La "Confluencia Po - Pellice" está declarada como LIC (código: IT1110015).

## Régimen fluvial
A pesar de su denominación como "torrente", es un río de caudal perenne. Se caracteriza por escorrentías muy abundantes que se convierten en violentas inundaciones en época de abundantes lluvias:
- a su paso por Luserna San Giovanni: marzo 2.7 m³/s; abril 6 m³/s; mayo 12.3 m³/s; junio 15.1 m³/s; julio 3.7 m³/s;
- en su desembocadura: media de 22,3 m³/s

## Características
- km 10 - km 21 (Villar Pellice-Puente de Bibiana) torrente en estado salvaje cuyo caudal no está regulado; transcurre por un valle amplio, abierto, a través de áreas boscosas; aguas cristalinas; velocidad de la corriente fuerte y lecho amplio con excepción de una garganta después de Luserna.
- km 21 - km 27 (Puente de Bibiana-Desembocadura en el Po) hasta el puente de Garzigliana curso muy rápido; a continuación se amplía el lecho, destacando numerosas piedras, ramificaciones e islotes, formando terraplenes.

## Municipios que atraviesa
- Bobbio Pellice
- Villar Pellice
- Torre Pellice
- Luserna San Giovanni
- Bibiana
- Bricherasio
- Garzigliana
- Villafranca Piemonte
- Pancalieri